# Val Brembilla
Val Brembilla ist eine Gemeinde in der Provinz Bergamo in der italienischen Region Lombardei mit 4119 Einwohnern (Stand 31. Dezember 2023).

## Geschichte
Am 25. Mai 2014 wurde die Gemeinde aus den bisherigen Gemeinden Brembilla und Gerosa gebildet. Am 1. Dezember 2013 hatten sich 77 Prozent der Bevölkerung für die Fusion der beiden Gemeinden ausgesprochen.